# Byssan lull
Byssan lull, även kallad Vyssan lull, är en vaggvisa som Evert Taube har skrivit, möjligen inspirerad av äldre förebilder.
Enligt Uno "Myggan" Ericson säger sig Taube ha improviserat sången "till luta en stilla augustikväll på Skagen”. Ordet "byssa" är ett slanguttryck för kabyss, som är termen för köket på ett fartyg,, har i sången ersatt "vyssan" i det gamla vaggviseuttrycket vyssan lull. Melodin är en variant av den så kallade Fiskeskärsmelodin och Taube hörde den som barn då hans mor sjöng den för honom.
Taube bearbetade texten och publicerade sången i sin första vissamling Sju sjömansvisor och Byssan Lull 1919. Några av verserna har maritim anknytning, men det mer genomgående temat är ett kontemplativt betraktande av en värld byggd på tretal, som i de sista två verserna anknyts till den heliga treenigheten. 
Vissamlingen tillkom under sommaren 1919 då Taube tillsammans med konstnärsvännen Kurt Jungstedt vistades på Skagen. Jungstedt var också den som illustrerade boken. På Skagen mötte Taube Ingeborg Østergaard, som drev pensionatet, och som året efter födde Everts dotter Kirsten. Sju sjömansvisor och Byssan Lull är tillägnad Hildegard Terésia Kraker von Schwarzenfeld och hennes syster Helén och författaren Mikael Timm antyder att även de båda kvinnorna uppvaktades av Evert Taube och Kurt Jungstedt. Sången framfördes såväl vid Evert Taubes dotter Kirsten Kruses begravning 1983 som vid hennes mors, 1969.

## Inspelningar
Sången spelades in av Gösta Ekman 1929 och av Evert Taube själv 1936, samt senare av många andra artister. Mikael Timm karakteriserar Taubes inspelning av sången som minimalistisk.